# 家具製作技能士
家具製作技能士（かぐせいさくぎのうし）とは、国家資格である技能検定制度の一種で、都道府県知事（問題作成等は中央職業能力開発協会、試験の実施等は都道府県職業能力開発協会）が実施する、家具製作に関する学科及び実技試験に合格した者をいう。
なお職業能力開発促進法により、家具製作技能士資格を持っていないものが家具製作技能士と称することは禁じられている。

## 区分
家具製作の中で家具手加工作業、家具機械加工作業、いす張り作業に分かれる。

## 級別
家具手加工作業、家具機械加工作業、いす張り作業ともに1級、2級の別がある。

## 実技作業試験内容

### 家具製作(家具手加工作業)
- 1級：製作図に基づき、手工具を使用して各種仕口工作を行い、わく状の製品を製作する。試験時間＝6時間
- 2級：製作図に基づき、現寸図を作成し、手工具を使用して仕口工作を行い、わく状の製品を製作する。試験時間＝6時間

### 家具製作(家具機械加工作業)
- 1級：手押かんな盤、自動1面かんな盤、昇降丸のこ盤及び角のみ盤を使用して、やといざねふれ留め(あほう留め)接ぎ、やといざね留め接ぎ及びほぞ接ぎで構成された枠を製作するためのジグを製作するとともに、そのジグを使用して3個の枠を製作する。試験時間＝3時間30分
- 2級：昇降丸のこ盤及び角のみ盤を使用して、留め接ぎ及びほぞ接ぎで構成された枠を製作するためのジグを製作するとともに、そのジグを使用して3個の枠を製作する。試験時間＝3時間30分

### 家具製作(いす張り作業)
- 1級：円形台輪上に、そく土手、あおり張りによりいす張りを行う。試験時間＝5時間30分
- 2級：台形台輪上に、四方貼り付け土手、三方あおり張りによりいす張りを行う。試験時間＝5時間30分